# Ascosphaera fusiformis
Ascosphaera fusiformis är en svampart som beskrevs av Skou 1988. Ascosphaera fusiformis ingår i släktet Ascosphaera och familjen Ascosphaeraceae.   Inga underarter finns listade i Catalogue of Life.